# Спортиво Барракас
Клуб Спортиво Барракас (исп. Club Sportivo Barracas) — аргентинский спортивный клуб из Барракаса, района Буэнос-Айреса. Ныне его футбольная команда выступает в Примере C, четвёртом уровне в системе футбольных лиг Аргентины.

## История

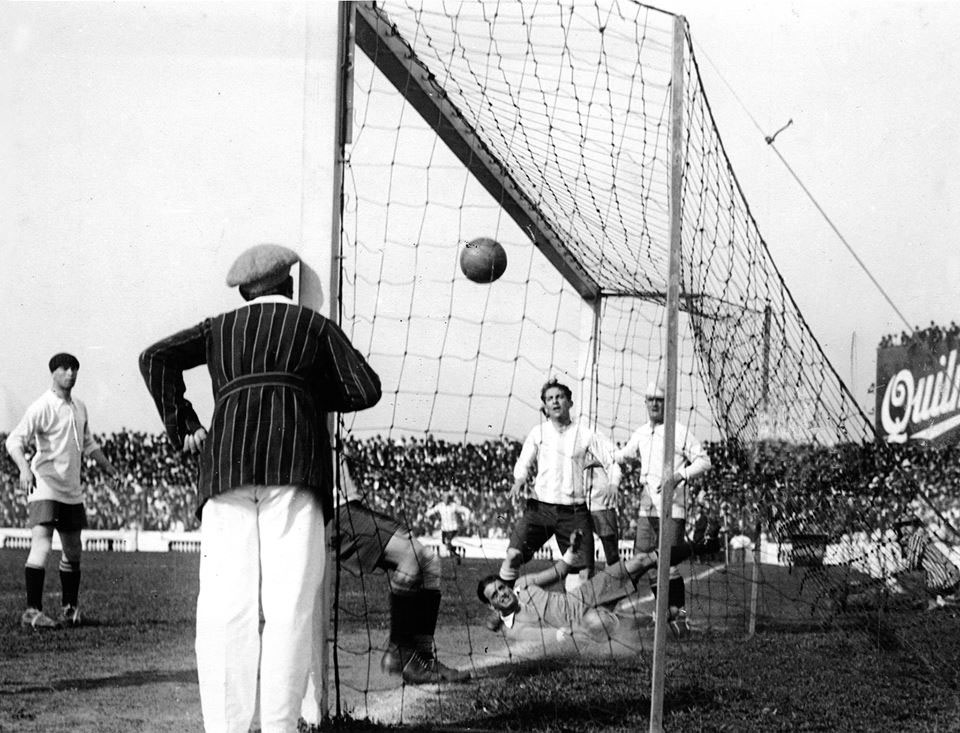
Легендарный гол с углового Сесарео Онсари, 1924 год.

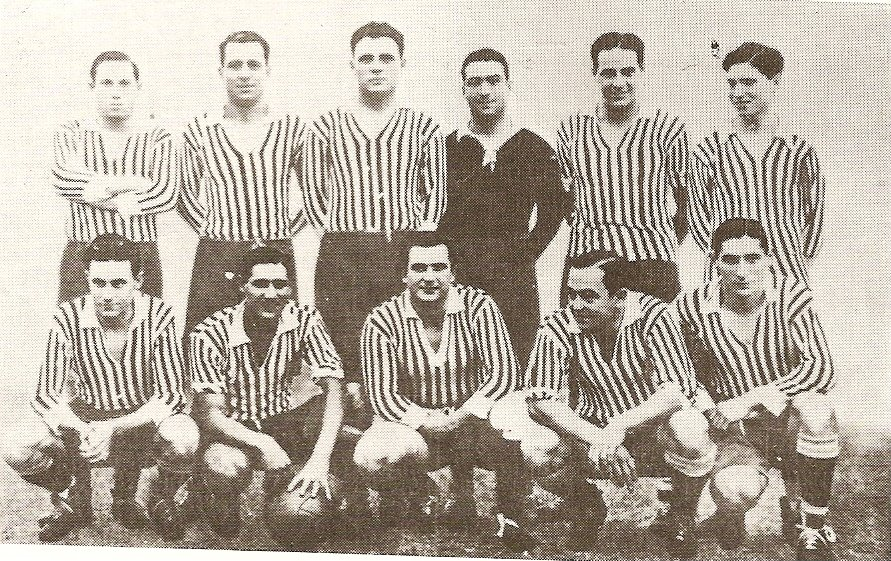
Состав «Спортиво Барракаса», выигравший любительский чемпионат Аргентины в 1932 году.

«Клуб Спортиво Барракас» был основан в 1913 году в своей штаб-квартире, всё ещё расположенной в Барракасе, районе Буэнос-Айреса. Его футбольная команда дебютировала в аргентинской Примере в 1917 году, заняв 5-е место в том сезоне. Она выступала в Примере, пока лига не стала профессиональной в 1931 году. «Спортиво Барракас» стал одним из клубов, принявшим решение остаться любительским и сохранить своё членство в Ассоциации любителей футбола Аргентины (AAF). Уже в следующем году команда стала чемпионом Аргентины среди любителей.
В 2003 году после получения финансовой поддержки клуб стал проводить свои домашние матчи футбольные матчи в Сан-Карлос-де-Боливаре (провинция Буэнос-Айрес), изменив свое название на «Клуб Спортиво Барракас Боливар» (исп. Club Sportivo Barracas Bolívar), а также цвета формы и эмблему. Все же остальные секции клуба остались в Буэнос-Айресе.
В 2010 году клуб покинул Сан-Карлос-де-Боливар, принимая гостей на стадионе команды «Атлетико Акассусо», в Сан-Исидро (провинция Буэнос-Айрес). 
В мае 2012 года «Спортиво Барракас» вылетел из Примеры D, но спустя год вернулся обратно. А в 2015 году команда выиграла Примеру D и добилась тем самым продвижения в Примеру С.
Принципиальным соперником «Спортиво Барракаса» является клуб «Барракас Сентраль», также базирующийся в районе Барракас.

## Стадион
В 1920-х и 1930-х годах стадион Спортиво Барракас был одним из важнейших в Аргентине. Он вмещал около 30 000 зрителей и принимал у себя матчи чемпионатов Южной Америки по футболу 1921 и 1925 годов.

## Достижения
- Чемпион Аргентины  (1): 1919 (люб.)
- Победитель Примеры C (1): 1919 (люб.)
- Победитель Примеры D (3): 1931, 1932, 2003/04, 2015